# Zaouia Sidi Moussa
Zaouia Sidi Moussa é uma vila e centro religioso localizada na comuna de Bordj Omar Driss, no distrito de In Amenas, província de Illizi, Argélia.